# Lupito di Barcellona
Lupito di Barcellona (Lupitus, identificato con un arcidiacono cristiano chiamato Sunifred; fl. X secolo) è stato un astronomo spagnolo della Barcellona della fine del X secolo, allora parte della Marca Hispanica tra l'islamica Al-Andalus e la Francia cristiana (nel 985 passò da mani cristiane a mani musulmane con la conquista di Al -Mansur).
Lupito fu determinante nel trasferimento della matematica araba, compreso l'astrolabio e il sistema di numerazione arabo all'Europa cristiana. In una lettera del 984, Gerberto di Aurillac chiese a Lupito una traduzione di un trattato astronomico arabo, le Sententiae astrolabii.